# Laurentius van den Berghe
Laurentius van den Berghe (Ingelmunster, 1546/1548 - Koksijde, 1611) was monnik (1563), kapelaan (1568) en abt (1579-1606) van de Abdij Onze-Lieve-Vrouw Ten Duinen te Koksijde, eerst van de oude abdij te Koksijde, vanaf 1601 van de abdijhoeve Ten Bogaerde. 

## Afkomst
Laurentius werd geboren in 1546 of 1548 te Ingelmunster. Zijn vader was Jan van den Berghe, zijn moeder Isabella Caloen.

## Kloosterleven
Laurentius werd monnik in 1563, onder abt Antoon Wydoit (1557-1566). Onder abt Robrecht III Holman (1568-1579) werd hij kapelaan (tot 1576), prior (1576-1579) en coadjutor (10 juni 1579).
Als coadjutor hielp hij de oude, zieke abt Robrecht III die op 29 december 1579 te Brugge overleed. Laurentius werd de facto abt van de abdij maar verbleef te Brugge en zelfs tijdelijk in Duitsland. Een tiental monniken weigerden hem als abt te erkennen. Deze problemen sleepten lang aan en pas op 25 augustus 1581 kon Laurentius effectief als abt verkozen worden.
Onder abt Laurentius probeerde men de bibliotheek, die na de Beeldenstorm in 1566 en de verwoestingen van 1578 sterk uitgedund was, terug in orde te brengen en aan te vullen. Een deel van de boeken werd bewaard te Veurne, in een huis van de Duinenabdij.
Op 23 december 1581 verkocht de abt het refugehuis te Veurne in een poging om een oplossing te zoeken voor de slechte financiële situatie van de abdij.
In 1593 voerden de Geuzen opnieuw een aanval uit op de uithof Allaertshuizen te Wulpen en op de vervallen Duinenabdij zelf.
In de abdij woonden geen monniken meer. Een vijftal monniken woonde in Ten Bogaerde, twaalf woonden in het refugehuis te Brugge. In 1597 verhuisde abt Laurentius met 16 monniken naar het oude refugehuis te Nieuwpoort. Ondertussen zocht hij een meer definitieve oplossing.
Zijn plan (1600) voor een fusie met abdij Ter Doest (waar ook bijna geen monniken meer over waren) stoot op het verzet van het stadsbestuur van Veurne. Daarom zocht hij een alternatief in de herstelling van uithof Ten Bogaerde. Hij begon deze hoeve tot een kleine abdij om te bouwen, daarbij gebruikmakende van bouwmateriaal uit de ruïnes van de verwoeste Duinenabdij. Hij verkocht in 1600 het refugehuis in de Snaggaertstraat te Brugge en in 1604 het refugehuis te Gent om extra geld te vinden. 
In 1601 verhuisde de gemeenschap naar deze nieuwe mini-abdij.
Het verlies van de oude abdij en veel eigendommen, het voortdurend verhuizen en de renovatie en verbouwingen van Ten Bogaerde hebben de abdij met zware schulden achtergelaten.
In 1606 kreeg de abt een beroerte en hij nam ontslag als abt. Hij trok zich terug in de Groeningeabdij waar zijn zus abdis was. Hij overleed er op 26 augustus 1611.

## Monniken ten tijde van abt Laurentius
- Jan Dannis (afkomstig uit Gent) - monnik sinds 1555, biechtvader (1571-1584) in de  Groeningeabdij en vanaf 1590 prior - overleden in 1596
- Jan Troch (geboren 1551, Brugge) - monnik sinds 1569
- Laurentius de Wulf (geboren 1578, Kortrijk), neef van abt Laurentius - monnik sinds 1594, beheert de polders in Zeeuws-Vlaanderen, pastoor van Houtenisse (1603-1608), biechtvader in Notre-Dame-des-Prés te Douai (1608-1612), prior van de Duinenabdij (1612) - overleden in Ten Bogaerde op 13 juni 1616.
- Jan van den Berghe (geboren 1564) - novice in 1580, later novicenmeester, subprior, prior, pastoor van Adinkerke, kapelaan in de Groeningeabdij en biechtvader in Spermalie - overleden op 6 juli 1628